# Cercophora septentrionalis
Cercophora septentrionalis är en svampart som beskrevs av N. Lundq. 1972. Cercophora septentrionalis ingår i släktet Cercophora och familjen Lasiosphaeriaceae.  Arten är reproducerande i Sverige. Inga underarter finns listade i Catalogue of Life.